# Hendrik van Saksen (1473-1541)
Hendrik de Vrome (Dresden, 16 maart 1473 — aldaar, 18 augustus 1541) was van 1539 tot 1541 hertog van Saksen.

## Familie
Hendrik was een zoon van Albrecht de Kloekmoedige en Sidonia van Bohemen. Hendrik huwde met Catharina van Mecklenburg (1487-1561), dochter van hertog Magnus II van Mecklenburg, en werd vader van:
- Sybille (Dresden, 2 mei 1515 - Buxtehude, 18 juli 1592), gehuwd met hertog Frans I van Saksen-Lauenburg (1510-1581)
- Emilie (Freiberg, 27 juli 1516 - Ansbach, 9 maart 1591), gehuwd met markgraaf George van Brandenburg-Ansbach (1484-1543)
- Sidonia (Freiberg, 8 maart 1518 - Weißenfels (in het klooster), 4 januari 1575), gehuwd met hertog Erik II van Brunswijk-Calenberg-Göttingen (1528-1584)
- Maurits (Freiberg, 21 maart 1521 - bij Sievershausen, 11 juli 1553)
- Severin (Freiberg, 28 augustus 1522 - Innsbruck, 10 oktober 1533)
- August (Freiberg, 31 juli 1526 - Dresden, 11 februari 1586)

## Hertog van Saksen
In 1539 volgde hij zijn broer George met de Baard op als hertog van Saksen. In tegenstelling tot zijn broer, die katholiek bleef, had hij zich in 1536 tot het lutherse geloof bekeerd en hij voerde het protestantisme met harde hand in als staatsgodsdienst. Onderdanen die zich niet wensten te bekeren liet hij verbannen of gevangenzetten. Na zijn dood op 18 augustus 1541 werd hij opgevolgd door zijn zoon Maurits.

## Friesland
Hendriks vader Albrecht de Kloekmoedige werd in 1498 heerser van Friesland. Tot dit gebied behoorden ook de eilanden Terschelling, Griend (toen nog bewoond en volgens zestiende-eeuwse sagen met een nederzetting met stadsmuren), Ameland en de buitendijkse kweldergronden, het tegenwoordige Bildt. Na een korte periode vertrok Albrecht uit Friesland en werd Hendrik zijn plaatsvervanger. Hij zetelde zich in de stad Franeker in het Sjaerdemaslot en oefende daar de feitelijke macht uit namens zijn vader. Door zijn autoritaire vorm van bestuur kwam hij in conflict met de Friese bevolking.
In 1500 ontstond er grote onvrede onder de Friezen door de hoge pachten en belastingen. Enkele Friese edelen verenigden zich om zich van de overheersing te verlossen. Uit alle windstreken brachten zij een leger van 16.000 Friezen bijeen en begonnen op 12 mei 1500 de stad Franeker te belegeren, ook wel Beleg van Franeker genoemd. De Friezen waren slecht getraind en georganiseerd waardoor vele interne conflicten en schermutselingen ontstonden, hetgeen niet bijdroeg aan een effectieve belegering van de stad. De Friezen richten niets uit en kwamen niet verder dan de belegering van de stad waarin Hendrik zich zetelde.
Zijn vader Hertog Albrecht verzamelde in alle haast een talrijk leger en de stad werd op 16 juli 1500 ontzet. De Friezen werden verslagen. Tijdens de terugtocht lieten de troepen van Albrecht een spoor van vernieling achter. Plundering, mishandeling, moord en verkrachting waren aan de orde van de dag. Ook zetten zij vele huizen in brand. In Minnertsga werden priesters vermoord omdat zij hun gewijde kostbaarheden niet wilden overgeven. Berlikum moest het ook zeer ontgelden. Daarentegen werd de stad Franeker, die Hendrik getrouw was gebleven, geprezen en bevoorrecht.
Na de dood van Albrecht van Saksen in september 1500 volgt Hendrik zijn vader op als heerser van Friesland. Op 26 maart 1501 schenkt hij de stad Franeker een aanzienlijk (200 morgen) stuk buitendijks kwelderland. Alhoewel gelegen in de gemeente Het Bildt zijn deze landen tot op de dag van vandaag eigendom van de stad Franeker. Deze landen dragen de naam Franeker landen. 

In 1504 heeft Hendrik genoeg van de Friezen en draagt Friesland en de bijbehorende (ei)landen en kwelders over aan zijn broer George die daarop Het Bildt voorziet van de bedijking.

## Voorouders
| Overgootouders                 | Frederik I van Saksen (1370-1428) ∞ Catharina van Brunswijk-Lüneburg (1395-1442) | Frederik I van Saksen (1370-1428) ∞ Catharina van Brunswijk-Lüneburg (1395-1442) | Ernst I van Oostenrijk (1377–1424) ∞ Cymburgis van Mazovië (1394–1429)        | Ernst I van Oostenrijk (1377–1424) ∞ Cymburgis van Mazovië (1394–1429)        | Victor van Kunštát en Podebrady (–) ∞ ? (-)                       | Victor van Kunštát en Podebrady (–) ∞ ? (-)                       | ? (–) ∞ ? (-)                                                     | ? (–) ∞ ? (-)                                                     |
| Grootouders                    | Frederik II van Saksen (1412-1464) ∞ Margaretha II van Oostenrijk (1416-1486)    | Frederik II van Saksen (1412-1464) ∞ Margaretha II van Oostenrijk (1416-1486)    | Frederik II van Saksen (1412-1464) ∞ Margaretha II van Oostenrijk (1416-1486) | Frederik II van Saksen (1412-1464) ∞ Margaretha II van Oostenrijk (1416-1486) | George van Podiebrad (1420–1471) ∞ ? (-)                          | George van Podiebrad (1420–1471) ∞ ? (-)                          | George van Podiebrad (1420–1471) ∞ ? (-)                          | George van Podiebrad (1420–1471) ∞ ? (-)                          |
| Ouders                         | Albrecht van Saksen (1443-1500) ∞ Sidonia van Bohemen (1449-1510)                | Albrecht van Saksen (1443-1500) ∞ Sidonia van Bohemen (1449-1510)                | Albrecht van Saksen (1443-1500) ∞ Sidonia van Bohemen (1449-1510)             | Albrecht van Saksen (1443-1500) ∞ Sidonia van Bohemen (1449-1510)             | Albrecht van Saksen (1443-1500) ∞ Sidonia van Bohemen (1449-1510) | Albrecht van Saksen (1443-1500) ∞ Sidonia van Bohemen (1449-1510) | Albrecht van Saksen (1443-1500) ∞ Sidonia van Bohemen (1449-1510) | Albrecht van Saksen (1443-1500) ∞ Sidonia van Bohemen (1449-1510) |
| Hendrik van Saksen (1473-1541) |                                                                                  |                                                                                  |                                                                               |                                                                               |                                                                   |                                                                   |                                                                   |                                                                   |